# Кірон (Айова)
Кірон (англ. Kiron) — місто (англ. city) в США, в окрузі Кроуфорд штату Айова. Населення — 267 осіб (2020).

## Географія
Кірон розташований за координатами 42°11′39″ пн. ш. 95°19′38″ зх. д. / 42.19417° пн. ш. 95.32722° зх. д. (42.194130, -95.327268).  За даними Бюро перепису населення США в 2010 році місто мало площу 0,54 км², уся площа — суходіл.

## Демографія
Згідно з переписом 2010 року, у місті мешкало 279 осіб у 121 домогосподарстві у складі 77 родин. Густота населення становила 517 осіб/км².  Було 134 помешкання (248/км²).
Расовий склад населення:
| - 91,4 % — білих - 8,2 % — осіб інших рас |

До двох чи більше рас належало 0,4 %. Частка іспаномовних становила 16,1 % від усіх жителів.
За віковим діапазоном населення розподілялося таким чином: 21,9 % — особи молодші 18 років, 55,2 % — особи у віці 18—64 років, 22,9 % — особи у віці 65 років та старші. Медіана віку мешканця становила 46,6 року. На 100 осіб жіночої статі у місті припадало 108,2 чоловіків;  на 100 жінок у віці від 18 років та старших — 111,7 чоловіків також старших 18 років.
Середній дохід на одне домашнє господарство  становив 46 493 долари США (медіана — 35 625), а середній дохід на одну сім'ю — 58 198 доларів (медіана — 39 063). Медіана доходів становила 39 375 доларів для чоловіків та 35 833 долари для жінок. За межею бідності перебувало 19,7 % осіб, у тому числі 52,5 % дітей у віці до 18 років та 17,2 % осіб у віці 65 років та старших.
Цивільне працевлаштоване населення становило 118 осіб. Основні галузі зайнятості: освіта, охорона здоров'я та соціальна допомога — 18,6 %, сільське господарство, лісництво, риболовля — 17,8 %, роздрібна торгівля — 16,1 %.